# 3945 Gerasimenko
3945 Gerasimenko (1982 PL) là một tiểu hành tinh vành đai chính được phát hiện ngày 14 tháng 8 năm 1982 bởi Chernykh, N. ở Nauchnyj.